# Prontosil
Prontosil – organiczny związek chemiczny z grupy barwników azowych, będący jednocześnie prolekiem z grupy sulfonamidów. Był jednym z pierwszych skutecznych leków bakteriobójczych. Przeciwbakteryjne działanie sulfonamidów zostało odkryte w latach 30. XX wieku przez niemieckiego patologa Gerharda Domagka, za co w 1939 roku przyznano mu Nagrodę Nobla w dziedzinie fizjologii lub medycyny.

Przeczytaj ostrzeżenie dotyczące informacji medycznych i pokrewnych zamieszczonych w Wikipedii.